# 科爾諾縣

53°24′38″N 21°56′2″E / 53.41056°N 21.93389°E
科爾諾縣（波蘭語：Powiat kolneński），是波蘭的縣份，位於該國東北部，由波德拉謝省負責管轄，首府設於科爾諾，面積940平方公里，2014年人口40,676，人口密度每平方公里43人。